# Anthony Steel
Anthony Maitland Steel (ur. 21 maja 1920 w Londynie, zm. 21 marca 2001 w Northolt) – brytyjski aktor i piosenkarz.

## Kariera
Urodził się w Chelsea, jako syn Kathleen Lucy Invicty Yate-Lee (z domu Laing; 1900-1962) i indyjskiego oficera armii Edwarda Geralda Steela (1897–1965), który później sam został aktorem. Steel spędził większość swojego wczesnego dzieciństwa w Indiach w Lahaur i kształcił się do 14 roku życia w Alexander House Prep School w Broadstairs w hrabstwie Kent. Naukę kontynuował w domu z korepetytorem, zanim rozpoczął naukę w Kolegium Trójcy Świętej w Cambridge.
Steel ukończył zaledwie rok w Cambridge, kiedy wybuchła II wojna światowa. W wieku 18 lat wstąpił do Straży Grenadierów i został ewakuowany z Dunkierki w maju 1940. Otrzymał zlecenie i służył na Bliskim Wschodzie, gdzie został ciężko ranny podczas patrolu. Trenował jako spadochroniarz i wykonał dziewięć skoków operacyjnych. Pod koniec wojny był w randze majora.
Po małej roli porucznika Charlesa McHattena w dramacie Jeana Negulesco The Mudlark (1950) z Irene Dunne i Alekiem Guinnessem, zagrał w serii filmów przygodowych dla studia J. Arthur Rank. Był zbiegiem Johnem z niemieckiego obozu jenieckiego w dramacie wojennym Drewniany koń (The Wooden Horse, 1950). Pojawił się także jako Larry Stevens w dramacie Irvinga Rappera Another Man's Poison (1952) z Bette Davis oraz w filmie przygodowym płaszcza i szpady Pan na Ballantrae (The Master of Ballantrae, 1953) z Errolem Flynnem. W dramacie wojennym Bitwa o Maltę (Malta Story, 1954) wystąpił jako Wing Commander Bartlett. Był odważnym strażnikiem zwierzyny Bobem Paytonem w filmie przygodowym Na zachód od Zanzibaru (West of Zanzibar, 1955) i odważnym kierowcą wyścigowym Billem Fraserem w dreszczowcu Checkpoint (1957). W dramacie Historia O (The Story of O, 1975) z Udo Kierem wystąpił jako Sir Stephen.
W 1954 nawiązał współpracę z brytyjskim zespołem wokalnym, z The Radio Revellers, aby nagrać „West of Zanzibar”. Wydany na Polygon Records label, zadebiutował na pozycji nr 11 na UK Singles Chart.

## Życie prywatne
W latach 1949–1954 był żonaty z Juanitą Forbes. 22 maja 1956 ożenił się ze szwedzką aktorką Anitą Ekberg i para przeniosła się do Hollywood. Małżeństwo zakończyło się rozwodem w 14 maja 1959, po którym Steel wrócił do Wielkiej Brytanii. W 1964 poślubił Johannę Melcher.

## Śmierć
Zmarł 21 marca 2001 w Northolt, Middlesex, na raka płuc.

## Wybrana filmografia

### Filmy fabularne
- 1951: Śmiech w raju (Laughter in Paradise) jako Roger Godfrey
- 1953: Pan na Ballantrae (The Master of Ballantrae) jako Henry Durie
- 1953: Bitwa o Maltę (Malta Story) jako dowódca lotnictwa Bartlett
- 1964: Winnetou II: Ostatni renegaci (Winnetou 2. Teil) jako Bud Forrester
- 1966: Wróżki (Le fate) jako Profesor
- 1968: Bitwa o Anzio (Lo Sbarco di Anzio) jako Generał Marsh
- 1973: Masakra w Rzymie (Rappresaglia) jako Major Domizlaf
- 1975: Historia O (Histoire d'O) jako Sir Stephen
- 1978: Zbrodnia doskonała (Indagine su un delitto perfetto) jako Jeff Hawks
- 1980: Pęknięte zwierciadło (The Mirror Crack'd) jako Sir Derek Ridgeley (Morderstwo o północy)
- 1981: Klub potworów (The Monster Club) jako Lintom Busotsky, producent filmowy

### Seriale TV
- 1978: Powrót Świętego (Return of the Saint) jako Boothroyd
- 1983: Bergerac jako Harker Le Fevre
- 1984: Robin z Sherwood (Robin of Sherwood) jako Książę Godwin